# Log (vattendrag)
Log (ryska: Лог) är ett vattendrag i Belarus.   Det ligger i voblasten Vitsebsks voblast, i den norra delen av landet, 190 km nordost om huvudstaden Minsk.
Omgivningarna runt Log är en mosaik av jordbruksmark och naturlig växtlighet. Runt Log är det glesbefolkat, med 18 invånare per kvadratkilometer.